# Luci Sextili
Luci Sextili (en llatí Lucius Sextilius) va ser un magistrat romà d'època no determinada a les fonts. Formava part de la gens Sextília, una gens romana d'origen plebeu.
Era un dels triumviri nocturni i va ser encausat pels tribuns de la plebs (juntament amb els altres dos col·legues) per haver anat massa tard a apagar un foc declarat a la via Sacra. Els tres triumvirs van ser condemnats.